# إليزابيث كونيل
إليزابيث كونيل (بالإنجليزية: Elizabeth Connell)‏ هي مغنية ومغنية أوبرا جنوب أفريقية، ولدت في 22 أكتوبر 1946 في بورت إليزابيث في جنوب أفريقيا، وتوفيت في 18 فبراير 2012 في لندن في المملكة المتحدة بسبب سرطان.

## وصلات خارجية
- إليزابيث كونيل على موقع ميوزك برينز (الإنجليزية)
- إليزابيث كونيل على موقع أول ميوزيك (الإنجليزية)
- إليزابيث كونيل على موقع ديسكوغز (الإنجليزية)